# Большая гильдия
Не следует путать с одноимённой организацией в средневековом Таллине.
Большая гильдия — купеческая организация в Риге, традиционное наименование рижского купеческого общества, а также его здания — памятника архитектуры XIX века.
В противоположность Большой гильдии, в Риге существовала также Малая гильдия — организация рижских ремесленников.

## История создания
Впервые самостоятельная купеческая гильдия в Риге упоминается в 1354 году; этот год является судьбоносным и для объединения ремесленнических цехов в одну организацию. В этом году первое объединение горожан, гильдия населения Риги, носившая особое название — Гильдия Святого Креста и Троицы — раскололась на купеческий и ремесленнический «фронты». Тогда самого термина «Большая гильдия» ещё не существовало — объединение торговцев Риги получило название Гильдии Святой Марии, по имени Богоматери, в средневековой традиции выступавшей в роли патронессы купеческого сословия. Что касается названия «Большая гильдия», которое носит разговорный, неформальный характер, то оно возникло несколько позже, предположительно, в начале XV века, поскольку в пространственном отношении здание купеческой гильдии выглядело несколько более внушительным, чем здание ремесленнической ("малой") гильдии. Известно, что купцы, являвшиеся более богатыми и зажиточными, имели возможность выкупить большой участок земли недалеко от реки Риги на территории окраины города-крепости в непосредственной близости от оборонительной стены и застроить его полностью, в то время как ремесленники, являвшиеся менее состоятельными, хоть и выкупили аналогичный по размерам участок, однако же полностью застроить приобретённый надел им не удалось. Различия в размерах и, соответственно, в статусах породили эти разговорные названия.

## Статус рижских купцов
Функция здания гильдии — проведение купеческих собраний, заключение сделок, организация встреч с купцами из других партнёрских городов, а также регулярных празднеств, банкетов и других важных мероприятий в рамках купеческого сословия. Членами Большой гильдии могли являться только представители немецкой национальности, которые монополизировали торговые потоки и присвоили себе право на осуществление прямых посреднических функций в рижской торговле с иностранными негоциантами. Таким образом, зарубежные купцы не имели возможности реализовать свой товар напрямую другому зарубежному купцу на территории города, но были вынуждены обращаться за специфической «помощью» к местным агентам-коммерсантам. К тому же местные купцы (проживавшие в Ливонской «четверти» в рамках единого Ганзейского союза) имели множество других побочных привилегий, которые тем не менее регулярно приносили ощутимые дивиденды. К ним относились штапельное право, право на монопольное использование русского языка в процессе торговых сношений с восточным соседом и многие другие преимущества в сравнении, например, с городами Северной Германии, которые также входили в состав Ганзы на правах торговых «отцов».
Часто представители более зажиточной купеческой гильдии предпочитали объединение со своими младшими партнёрами из Малой гильдии в борьбе с представителями городского патрициата, которые контролировали рычаги политического и финансового влияния, являясь членами Рижского рата. Особо актуальным вопрос о совместном отстаивании своих политических интересов стал после заключения дискриминационного Северинского соглашения, которое поставило точку в затяжном противостоянии с городской верхушкой в процессе сложной междоусобицы, получившей название Календарных беспорядков (80-е годы XVI века). Тем не менее во второй половине XVII века была достигнута договорённость с ратом, согласно которой политический и экономический вес гильдий несколько возрастал, и мимо них не проходила ни одна возможность принятия решений, касавшихся сферы их деятельности. В первую очередь Большая гильдия занималась защитой интересов лиц немецкого происхождения, игнорируя потребности представителей других национальных общин.

## Поздняя история
После присоединения Лифляндии к Российской империи (1721) уже в 1725 году рижская торговля вернулась на довоенный уровень, через порт прошло 388 иностранных кораблей. Главными экспортными товарами были пенька, лён, семена льна, хлеб, анчоусы, жиры, мачтовый лес. В XVIII веке к перечню товаров добавились круглый лес, «русское железо», листовой табак, парусина, ткани, в том числе грубое сукно. Рижский импорт оставался прежним — соль, сельдь, вино, сахар, цветные металлы, галантерейные товары.
В конкуренции с растущим портом Санкт-Петербурга Рижский сохранял свое значение как второй крупнейший в империи. Устанавливались связи с регионами страны, однако половину экспорта обеспечивало Литовское княжество. С торговлей была связана половина населения Риги, а руководила ею Большая гильдия, специализировавшаяся на посреднических транзитных операциях и проводившая через рат торговые законы.
В 1756 году вступили в силу новые рижские торговые законы, согласно которым рат утратил право издавать обязательные правила и взимать таможенный сбор. После того, как в 1785 г. Екатерина II издала Жалованную грамоту городам, было образовано сословное городское самоуправление и Большая гильдия утратила свою роль.
В первой половине XIX века управление внешней торговлей перешло в ведение членов недавно созданного Рижского Биржевого комитета. Уже после принятия реформаторского имперского Городового положения 1870 года политическое значение гильдии существенно сузилось (особенно после внедрения главных принципов положения в Прибалтийских губерниях в 1877 году).
После Октябрьской революции в период Советской Латвии (январь 1919 — май 1919 года) рижская Большая гильдия была официально упразднена. Тем не менее после 1920 года гильдия возобновила свою деятельность, но уже как декоративно-репрезентативный центр, не обладающий соответствующими полномочиями. До 1939 года, когда произошла массовая репатриация остзейского населения из Латвии, Большая гильдия представляла собой своеобразный культуртрегерский клуб, который объединял исключительно лиц немецкой национальности.

## Здание
Современное здание Большой гильдии Риги располагается по адресу улица Амату (Ремесленная), 6. Первоначальное сооружение, служившее резиденцией представителей торгового сословия, до наших дней практически не сохранилось, однако каменную стену первого здания можно во фрагментарном виде рассмотреть в подвальных помещениях современного строения. В ходе исследовательских работ в Большой гильдии в 1965 году (их проводил архитектор Гунар Георгиевич Янсон) была обнаружена ценная каменная колонна, выполненная в романском стиле, которая сохранилась от первого сооружения, разрушенного, по-видимому, в ходе тяжёлой борьбы между рыцарями и монахами Ливонского ордена и защищавшимися рижанами. Колонна была обнаружена в пилоне подвала — она служит неоспоримым доказательством существования прежнего здания, занимавшего первый этаж.
Первое здание тыльной частью примыкало к участку крепостной стены, обрамлявшей Ригу со стороны улицы Зиргу. По различным предположениям, здание могло служить альтернативной резиденцией францисканских монахов, либо являться частью подворья Домского капитула, а возможно, являться тем помещением, в котором епископ Альберт принимал ливских старейшин в 1200 году. Известно, что встреча, на которую епископ полуобманом завлёк наиболее благородных ливов, закончилась их пленением, после чего Альберт применил излюбленный приём политического шантажа, что и позволило ему подавить на начальном этапе очаги ливского сопротивления и удержаться на высоте власти.
В 1330 году был отстроен второй этаж здания, который состоял из двух симметричных нефов, выдержанных в готических традициях, которые вмещали в себя зал для купеческих собраний. Это двухнефное помещение получило название Мюнстерской палаты (или избы); по одному из заслуживающих внимание предположений, палата названа в честь города Мюнстера, который сохранял с Ригой отношения торгового партнёрства. Другая версия раскрывает смысл названия в иной плоскости, апеллируя к искажённому латинскому monasterum в память о мужском францисканском монастыре, располагавшемся ранее на месте здания гильдии.
Позже, в первой четверти XV века, был достроен так называемый Невестин покой (в нём новобрачные, дети торговцев, должны были провести первую брачную ночь — их запирали до утра в специально предназначавшемся для этого помещении). Этот пикантный покой был перекрыт декоративными крестовыми сводами во второй половине XVII века. 
На плане Риги Франциска Мурера 1650 года  в квартале между улицами Трокшню, Зиргу и Лайпу просматриваются контуры зданий обеих Гильдий до того, как они начали перестраиваться. 
В это же время последовала радикальная перестройка здания (в период с 1691 по 1697 год), которую осуществил известный рижский зодчий родом из Страсбурга Руперт Бинденшу, по совместительству — главный мастер водопроводной системы. Должностные лица Большой гильдии ранее поддержали его кандидатуру для строительства башни Церкви Святого Петра.
В 1694 году начались работы по сооружению барочного фронтона, который был спроектирован Бинденшу. Его оформление историк архитектуры Борис Випер относил к южнонемецкому влиянию — в таком стиле оформлялись общественные и торговые здания в Нюрнберге, украшенные витиеватыми оконными рамами, обелисками и консолями, гротескными масками. Работы курировал строительный мастер-каменщик Генрих Генике (1640—1705 годы) (они вместе выполняли работы по созданию колоритных барочных порталов церкви Святого Петра, в нишах которых находятся аллегорические изображения). При перестройке Мюнстерской  палаты она была украшена гербами городов Ганзейского союза и хорами для музыкантов, сооружение которых оплатили цеховой староста Большой Гильдии Ганс Витте и кассир Ганс Кляйн.
Современное здание было построено в 1854—1857 годах по проекту прибалтийско-немецкого зодчего Карла Бейне (1815—1858 годы). Позже был отстроен надвратный фронтон (в период с 1860 по 1861 год). Здание органично выдержано в монументальных эклектичных формах английской пламенеющей неоготики; новое здание как будто «поглотило» прежнее, что соответствовало архитектурной концепции проектировщика, так что в интерьере можно видеть элементы, которые датируются более ранним периодом. В роли помощника Бейне выступил известный рижский архитектор Генрих Шель. Площадь застройки достигает 0,11 гектара. Внутренние параметры старинного зала — 27,3 на 8,9 метров, а также 5 метров в высоту — в сравнении с прежними размерами оказались укороченными, что также было сделано специально.
После 1930 года барочный фронтон здания заменён аккуратными башенками, автором которых стал Вильгельм Людвиг Николай Бокслаф.
25 мая 1936 года строительная комиссия Латвийской торгово-промышленной камеры предложила снести "так называемое здание Большой гильдии", поскольку ее общественные помещения несут убытки и вряд ли в будущем положение изменится, и "здание представляется малоценным в архитектоническом и историческом плане", если не считать средневековых элементов Мюнстерской палаты и каминов в Невестином покое. Комиссия предложила на месте Большой гильдии построить Дом конгрессов на 5000 посетителей, который бы выходил главным фронтоном на ул. Калькю и примыкал другим фронтоном к зданию Министерства финансов. Намерение о сносе вызвало острую реакцию в местной немецкой прессе и опасение осложнить отношения с Германией удержало правительство от реализации этого плана.
После окончания Великой Отечественной войны здание перешло к Латвийской государственной филармонии.
После 1963 году здание частично уничтожено в ходе сильнейшего пожара. Качественная реставрация произошла после 1965 года, когда осуществление восстановительных работ было поручено рижскому архитектору Модрису Мартыновичу Гелзису, одному из основателей передового во многих отношениях «Латгипрогорстроя», рижского градостроительного института, а также соавтору Рижского морского вокзала. Под его руководством был пристроен новый входной вестибюль, были несколько видоизменены старинные оригинальные интерьеры с целью приспособить их под нужды концертного зала.
В новое фойе Большой гильдии были вставлены витражи, выполненные в оригинальном стиле межвоенных лет по эскизам  мастера декоративно-прикладного искусства Ансиса Цирулиса, изготовленным в 1930-е годы.
В начале 1990-х последовала новая реставрация, после которой здание успешно продолжило функционировать в качестве главного филармонического зала. Однако в нём всего 670 мест, поэтому лучшие мировые оркестры не могут концертировать в Риге, да и для Латвийского национального симфонического оркестра условия здесь спартанские.